# Васюк Олександр Олександрович
Олександр Олександрович Васюк (нар. 28 грудня 1994, м. Запоріжжя) — юрист, український громадський і політичний діяч. Народний депутат України 9-го скликання, входить до фракції «Слуга народу».
Член Комітету Верховної Ради України з питань правової політики, співголова міжфракційного депутатського об'єднання «Стратегічне партнерство Україна-США», голова депутатської групи дружби з міжпарламентських зв'язків з Князівством Ліхтенштейн та голова міжфракційного депутатського об'єднання "Партнерство між Україною і Суверенним Мальтійським Орденом.

## Із життєпису
Закінчив юридичний факультет Харківського юридичного університету ім. Ярослава Мудрого.
Працював виконавчим директором Асоціації розвитку суддівського самоврядування України. Під час президентської кампанії у 2019 році координував команду юристів чинного Президента України Володимира Зеленського.

## Політична діяльність
У 2019 році — кандидат в депутати Верховної Ради України у виборчому списку партії «Слуга народу», № 143.
2 серпня 2022 року визнаний обраним Народним депутатом України від партії «Слуга народу» після складання повноважень Андрієм Костіним та Ольгою Совгирею.
30 серпня 2022 року склав присягу Народного депутата України.